# Diplotaxis latispina
Diplotaxis latispina är en skalbaggsart som beskrevs av Patricia Vaurie 1960. Diplotaxis latispina ingår i släktet Diplotaxis och familjen Melolonthidae. Inga underarter finns listade i Catalogue of Life.